# アンリミテッド:サガ
『アンリミテッド:サガ』(UNLIMITED Saga) はスクウェア（現スクウェア・エニックス）から2002年12月19日に発売されたPlayStation 2用コンピュータRPG。限定版と通常版の2種類があり、限定版では割高な分イラスト集などのオプションがつく。日本国内での販売本数は約56万本。

## ゲーム概要
サガシリーズの9作目に当たるが、ゲームボーイ時代の『サ・ガ』、『ロマンシング サ・ガ』、『サガ フロンティア』シリーズとは異なったゲームシステムが確立されている。また、ワンダースワン向けにリリースされた『ワイルドカード』のシステムを発展させたものであると、製作総指揮の河津秋敏自身が語っている。
7人の主人公から1人を選ぶ従来通りのシステムを採用している。選択した主人公によって難易度は大きく異なる。冒険シナリオを選択し、設定された目的を達成、これを繰り返すことでゲームを進行させていく。各主人公によって選択できる冒険シナリオは異なる。
冒険画面に際して既存のRPGのようなマップは存在せず、フィールドをボードゲームのように駒（主人公）を移動させていく形となっている。冒険画面はターン制となっており、移動や待機など何らかのアクションを取るたびに、敵シンボルの移動・罠の発動・冒険シナリオの残り制限時間の減少など周囲の環境も変化していく。
戦闘では従来どおりの閃きシステムが採用されているが、一方でターンの始めに5回分の行動を入力し敵と戦う新しい形式をとっている。1ターンに1人を5回行動させたり、5人がそれぞれ1回ずつ行動、3人であわせて5回行動させるなど多様な選択が可能となっている。戦闘終了後の経験値取得やパラメータ上昇は一切無く、キャラクターの成長はシナリオ終了後の「パネル」と呼ばれる技能の交換によってのみ行われる。技能だけでなく、パネル自体に設定されたパラメータ上昇があるのだが、必ず1つ交換しなければならないため、その時点でのステータスと出現したパネルによっては逆に弱くなってしまう状況も十分にありうる。また、交換で捨てたパネルに対応した技能は失ってしまうため、パネル交換はこのゲームをクリアする上で非常に重要な要素となっている。
本作の最大の特徴としてリールシステムがあり、フィールド上での行動の成否判定や戦闘中の技レベル選択など、ゲーム中のあらゆる行動の判定がスロットのようなリールによって決定される。
また、本作からサガシリーズで初めてキャラクターボイスを起用するようになった。
本作付属の取扱説明書は内容が十分でなく、攻略本や発売後公式サイト上に設けられたFAQページで「冒険画面上の移動方法」や「HPの回復方法」などのゲームを進行するための基本操作を知ることになる。また、説明書中にゲーム未登場の術も掲載されている。
本作は元々携帯ゲーム機向けに開発されていたのだが、ハード側の都合によって突然PS2向けに作り変えることになった。スマホゲームのような表示や操作になっているのはその名残りだという。
また本作は、ソニー・コンピュータエンタテインメント (SCE) が企画していた「RPGの世界を旅しよう！キャンペーン」の対象商品となっていた。これは、キャンペーン対象ソフトそれぞれの購入者の中から、合計410名を作品の舞台設定などと関連する国・土地へのツアーに招待するというもので、本作も作中で古代都市群の七大驚異に迫ることから、応募者の対象旅行先にはイタリア・ローマが選ばれていた。しかしアメリカ同時多発テロ事件の影響により、本作のローマツアーも含めて全て中止となった。
なお本作のタイトル「アンリミテッド」は、アニメ『FF：U 〜ファイナルファンタジー:アンリミテッド〜』と無関係でないことが『アンリミテッド:サガ解体真書』のインタビューで示唆されていたが、2014年の河津へのインタビューでは共通の世界観を用いる予定があったことが明言されている。実際に両タイトルには類似した設定の「アンリミテッド」と呼ばれる存在が登場するが、ストーリー上のつながりは残っていない。

## システム

### 戦闘システム
HPとLP
耐久力 (HP) と生命力 (LP)。一般的なRPGのHPとは仕様がかなり異なる。
戦闘中に行動したり、敵の攻撃や罠にはまると各々のHPは減少していく。HPは0になっても戦闘不能にはならないが、残りHPが少ないと、その分LPが減りやすくなる。LPが0になるとそのキャラクターは戦闘不能となってしまう。観念的に表現するならば、HPはLPを守る鎧であり、それが剥がされる（HPが減る）とLPが傷つけられやすくなる。特にボス戦などでは、HPの減少を放置しておくとLPへのダメージが深刻なものとなるため、1ターンでの限られた行動可能回数内で、いかにそれをHPの回復に割くかが攻略のカギとなることも多い。
各キャラクターには、自力でHPを回復できる「HP回復能力」（後述）が設けられており、移動中は「待機」（後述）によって、戦闘中は「行動不参加」によってHPを回復することができる。
リールと行動選択
戦闘はターン制で行われ、ターンの始めに5回分の行動を入力する。行動の入力は「キャラクター選択→装備品などの選択→技・術の選択」の手順で行われ、これを5回繰り返す。
行動入力が終了すると技・術を決定するリールの回転が始まる。技を選択した場合、リールを止めた目によって発動する技のレベルが決定される。術を選択した場合、リールを止めた目によって術の威力や場の五行属性が変化する。戦闘中はリールの滑りは起きないため、確実に狙って止めることが可能。選択した行動はHPを消費して発動する。敵の行動対象は、ターン内に行動選択をしたキャラクターのみ対象となり、次のリールが選択可能になるまでの間に割り込む形で入る。行動選択しなかったキャラクターは休憩することになりHPが回復する。
連携
複数の味方が同じ敵をターゲットに選んでいる事が発動条件となる。回転しているリールに対してストップを選択するとそのまま技や術が発動し、ホールドを選択すると次の行動と共に連続攻撃を行う「連携」を発動させることができる。個々に攻撃を行う時に繰り出された技や術を、複数の味方が連鎖的に行うことで大きなダメージを与えることができる。多くの行動を連携させると、よりダメージ倍率が高くなる。ただしホールドを選択した後、敵の行動が入ると敵の行動を含んだ連携となり、こちらが受けるダメージも増加する上に、敵が連携の最後に行動したのでリールは止まらずこちらの技は強制的にLV1の扱いにされるデメリットもある。また、連携時はホールドする度にリールがリセットされるため、実質重要なのはストップで止めるときのタイミングだけである。
ひらめき
キャラが同じ系統の武器や術を使い込むことで、バトル中にキャラの上に光った電球が現われる合図があり、新しい技や術を"ひらめく"修得システム。ひらめくタイミングは突発的で正確な予測はできない。
行動不能
眠り、麻痺、石化、気絶、戦闘不能（LPが0）になったキャラクターがバトルフィールド上に存在していると、ターン内の味方の行動回数が該当者1名につき1回減少する。主人公のLPが0になるか、全員が行動不能になると、リールが回せなくなり、「これ以上戦えない!」というメッセージが表れ、特定のイベント時以外はゲームオーバーになる。
これを回避するには、他のキャラによる「レスキュー」でフィールドから除外する必要がある。これはランダムで失敗の可能性があり、対象の重量が重いほど失敗しやすい。
「全員行動不能」に関しては、「文字通りの仲間全員」でなくても、「バトルフィールド上に5人が行動不能になっている」場合でも当てはまる。場所によっては1ターン内にバトルフィールドに参加できる人数が1人ないし3人に制限されており、バトルフィールド上でその人数分が行動不能になっていると、同様にゲームオーバーである。
術システム
一般的なRPGで言う魔法にあたる「術」だが、シリーズの中でも特異なシステムの上に成り立っている。使用方法自体は「キャラクター自身が覚えた術を直接使う」「誰でも特定の術を使える装備品を身につけて発動させる」「ファミリア（使い魔）を使役できるパネルをセットして発動させる」の3種類があるのだが、このうち「キャラクター自身が術を覚える」ためにはやや複雑な手順を要する。まず前提として、術を覚えるためのパネル「魔道板」を身に付けなければならず、これをセットした上で修得手順を踏むことになる（後述）ほか、触媒となるアイテムも必要である。
アビリティ
一般的なRPGでは、「武器で攻撃」「盾で回避」「敵の特殊攻撃を防具でガード」などは、ほぼ無条件に行えることが多いが、本作では装備品自体の性質である「アビリティ」を装備品から引き出すことで初めて効果を発揮する（詳細は後述）。術の触媒になる性質もアビリティの一種なので、新たに引き出せばそのアイテムを新たに術の触媒にすることができる。

### フィールド上の行動
フィールド上での行動は、対象と行動の選択を行わなくてはならない。例えば宝箱を開けたいなら、十字キーの左右で宝箱を対象として、スキルからアクションを選択する必要がある。また、味方に回復術や強化術をかける場合、△ボタンを押して、対象を味方に切り替え、術の触媒となるアイテムを選択してから使用術を選択する必要がある。
また、成功判定は全てリールで行われる。戦闘中のリールとは違い、50%の確率で滑りが発生するため、どんなに習熟しても意のままに止めることはできない。フィールド上でのリールは○（成功）、×（失敗）、爆弾（大失敗）の3つの目で構成される。
移動
フィールドはボードゲーム風のマップに移動ポイントが幾つか設定される構成となっており、従来のRPGのように一定の範囲ならば舐めるように移動することが可能なわけではない。直感的な把握を促すための表現をすると、飛び石の上をぴょんぴょんと移動するようなものである。左スティックをわずかな時間倒すと移動先のポイントの敵の有無と大まかな数が判り、左スティックを長く倒すとそのポイントに移動する。
罠の回避
移動ポイントには罠が設置されていることがあり、一定の確率で作動する。作動した場合、仲間の一人が罠にかかったことになり、回避判定のためリールを止めることになる。特定のスキル所持によって成功率が上がる（=リールに成功の目が多くなる）。作動しなかった場合、罠外しのスキル使用により、解除することもできる。また、アクションで意図的に罠を作動させることも可能。
敵との駆け引き
モンスターも移動ポイント上を移動しており、遭遇すると高確率で戦闘となる。スライムや植物は低確率だが、他のモンスターが襲ってくれば一緒に戦闘に入る。敵の種類にもよるが、スキルで戦闘になる率を下げたり、戦闘にならなかった場合、スキルで交渉して追い払うこともできる。戦闘にならなかった場合、こちらから襲ったり術でモンスターを追い払ったりすることもできる。
宝箱の獲得
宝箱に対して様々な行動を行う。占うことで中身のランクを高めたり、罠の見破りや解除をしたり、鍵を開けたり、である。これらの行動を取る際に敵が居ると必ず襲われて戦闘になる。また、全て対応するスキルが必要なため、序盤のうちは闇雲に宝箱を開けるしかないといった事態もままある。鍵が開かない場合、中身が壊れる恐れはあるが殴ったり叩いたりして壊して開ける事も可能。術を覚えるために必要なパネル「魔道板」を獲得するため、これを持った敵との戦闘を狙って「ミミックの罠」の仕掛けられた宝箱をそのまま開ける、といったこともしばしば行われる。
HPの回復
HPを回復する。左スティックを押し込んで、待機することで全員を一定値回復する。地形によっては回復量が減少することがある。各人の回復力は「HP回復能力（後述）」に依存する。
周囲の探索
宝箱を探索する。屋外なら道案内スキル、洞窟なら洞窟探検スキル、といった具合に地形に応じたスキルを使用することで宝箱が発見できることがある。スキルは対応したファミリアでも良い。
地形の踏破
水たまりや障害物があって移動が制限されているとき、対応するスキルがあればその地形を踏破できる。ショートカットができたり、障害地形の先にアイテムが隠されていることがある。ただし、これは開発終盤になってから付け足されたものであるため、あまり意味の無いものもしばしば見受けられる。
武器の修理
武器の使用回数を回復する。簡易修理のスキルを所持するものが居れば、非装備品で、耐久度が0より多く20未満のものを修理することができる。リールにより失敗すれば耐久度は減少してしまう。使用法は修理したいアイテムを選択すると簡易修理の項目があるので実行する。何回修理してもターンは消費されない。
アイテムの整頓
アイテムを整頓する。街では行えないため、何度も行き帰りできるフィールドで整頓を行い、すぐに帰るという手段がある。
魔道板の研究設定
魔道板パネルは術の修得に必要なものだが、単にボードにはめ込んだだけでは効果を発揮しない。魔道板に書かれた術のうち、覚えたい術を指定する必要がある。指定した上で戦闘中に術を使用すると修得できる。その際、キャラクター自身が1つも習得していない場合、誰でも術を使えるアイテムで発動させるか、ファミリア経由で発動することになる。
術の使用
術を使用する。仲間を回復したり、敵や宝箱の位置を探索したり、敵を追い払ったり、道に通行不可の魔法壁を立てたり、魔法鍵のかかった宝箱を開けるなど、様々な効果がある。基本的には戦闘中と同じ手順で使用可能だが、ファミリア経由で使用することはできない。
その他
その他、立て札を読んだり、魔法陣や仕掛けを作動させたり、階段やはしごの登り降りをしたりする。このときはアクションを選択して行う。

### パラメータ・成長システム
キャラクターの成長はシナリオクリア時に行われる。
スキルパネル
本作の特徴のひとつで、これを持つことで鍵を開けたり、お店で値切ったりと様々な行動が可能になり、戦闘では技が出しやすくなったりする。レベルが高いほどその恩恵は大きくなる。ただし現在セットしているパネルに対応した効果しか得られない。また、通常は各キャラが獲得するスキルパネルは別々だが、「魔道板」は獲得するキャラクターを選ぶ事が可能。パネルの獲得とはめ込みはシナリオクリア時に行われる。パネルは1人当たり4枚獲得できるが、はめ込めるのはそのうち1枚である。前述のとおり、強制的に1枚を入手する。低レベルパネルを獲得してしまうと能力値が下がることもある。
パラメータ
- HP・LP - HPは戦闘に参加した回数に依存して成長する。LPは一切成長せず、シナリオ終了時に回復する。
- HP回復能力 - HPが自然に回復する度合。戦闘中の控えや移動中の待機によってHPを回復する。各キャラクターによって、A-Eまでの5段階で設定されている。戦闘面での能力の高いキャラクターや最大LPの多いキャラクターほど低く、戦闘にあまり秀でていないキャラクターや最大LPの少ないキャラクターほど高めに設定されている傾向が強いため、一概に「弱い」と言えるキャラクターは存在しないと言える。
- 能力値・五行値 - 能力値は攻撃や防御に関わるパラメータで、5種類に大別される。五行値はそれぞれ五種類の術に対応しており、対応した術の威力に関わる。ボードにはめるスキルパネルの種類、レベル、位置に依存して増減する。各能力値・五行値にはキャラごとに資質と呼ばれる5段階の数値が設定されており、これが高いほどその能力値の伸び幅が大きくなる。

- 力 - 殆どの武器での攻撃力に関わる。
- 技 - 主に短剣や飛び道具での攻撃力に関わる。
- 心 - 主に精神的なステータス異常への防御力に関わる。
- 魔 - 術の威力に関わる。
- 体 - 主に肉体的なステータス異常への防御力に関わる。
- 火 - 火行術の威力に関わる。
- 土 - 土行術の威力に関わる。
- 金 - 金行術の威力に関わる。
- 水 - 水行術の威力に関わる。
- 木 - 木行術の威力に関わる。

術には「禁呪」という種類のものも存在しているが、これは五行値には影響されない。
- 防御性能 - 装備した防具の性能。受けるダメージを軽減する。

- 重量 - キャラ固有の数値と装備品の重量の計算によって出される。この数値が低いほどレスキューの成功率が上昇する。キャラごとに変化しない。

閃き
敵への攻撃時、電球のマークが現れ新しい技（選択した武器の上位のレベルの技）が発動することがある。これを「閃き」と呼び、この閃きによって使用可能な技を増やしていく。閃きが発動する確率は敵の強さや所持しているスキルパネルに影響される。
魔道板の研究
キャラが魔道板をパネルとして設置していると、戦闘後に覚えたい術にポイントを割り振ることで新たな術を覚えることができるようになる。覚えられる術は設置している魔道板によって異なる。また、術合成というパネルを入手することで属性をミックスした合成術を覚えることができる。

### アイテムについて
本作ではHP回復などの消費アイテムやイベントアイテムなどは存在せず、全て装備品か装備品の素材となるアイテムのみである。各装備品にはタイプと素材の2種類が設定されており、組み合わせによって装備品の名前・性能・宿るアビリティが決定される。
装備品の持つ能力であるアビリティは、各装備品には最低でも1つのアビリティが標準で使用可能になっているが、戦闘に勝つことで新たなアビリティを最終的には合計4つまで引き出して、その性能を最大限発揮できるようになる。攻撃技の発動・敵の攻撃を回避・術の触媒といった基本的なアイテムの性能を発揮させるものがあることは前述したが、他にもHP回復力に補正をかけるもの・特定の属性に対する防御能力を上下させるものなどの特殊効果を持つアビリティもある。
装備できるアイテムは、武具（武器と盾）が2つ・身体、頭、足の防具が1つずつ・装飾品が2つ。実際は本来の装備欄以外の場所にも自由に装備可能だが、本来の装備欄以外にセットした装備品はそのアビリティが使えないことも多いため、武器なら技が使えない・防具なら耐性などが発動しないなどのデメリットもある。特に、武器や盾での回避は、武具欄の下部にセットしないと効果を発揮しないため注意が必要。
また、武具や装飾品は戦闘中に技・術を使用したり効果を発揮するたびに耐久度を消費し、0になると壊れて使えなくなってしまう。耐久度は別の装備品や素材を使って修理することで回復できる。
装備品のタイプは以下のとおり。
- 素手 - 武具を装備せずとも体術による4種類のアビリティを使用できる。体術は装備の重さをあわせた体重によって使える攻撃が異なる。
- 短剣 - 威力の低さと引き換えに、敵の攻撃を受け流す物が豊富。
- 剣 - 標準的な性能を持つ武器。
- 斧 - 命中率が低い代わりに高い破壊力を持つ。
- 杖 - 補助的な効果で戦闘を有利にしたり、敵の攻撃を受け流す武器。
- 槍 - LPにダメージを与えやすい。
- 弓 - 多くの敵を攻撃したり、特殊な効果を持つ。
- 銃 - 技を使う事はできず、リールの出目が破壊力を決める。
- 盾 - 特定の攻撃を一定確率で無効化する。正規の装備箇所は武器と同じ。
- 装飾品 - その他の防具。術の触媒になったり効果をサポートするものが多い。
- 身体 - 胴体用防具。防御力が高い。
- 頭 - 頭用防具。術攻撃力の低下を防ぐ。
- 足 - 足用防具。防御力は低いが、短剣や飛び道具の攻撃力の低下を防ぐ。

### 街での行動
様々な施設を利用して、旅の準備を整えたり、冒険に出発したりする。ちなみに街ではリールが回ることは無い。
物品の売買
商店にて、現金や物々交換で物品を取引する。スキルによって値切ったり、高く買ったり、掘り出し物を見つけることもできる。品揃えはシナリオクリアごとに一新される。
冒険情報の収集
宿屋で情報を集める。あまり役に立つ情報が揃っているとは言い難いが、シナリオ開始の鍵となることもあるので疎かにはできない。
装備品の変更
装備を変更する。装備したままでは、売却や改造ができないことに注意が必要。
武器・装飾品の改造
改造屋で無料で武器や装飾品を改造してもらえる。ベースとなるアイテムに別のアイテムを加えて、アイテムを作り変えたり使用回数を回復する。作り変える場合のみ、別のアイテムがなくても可能。稀に引き出されたアビリティが増えたり減ったりする。組み合わせによって素材が変化したりすることがある。

## 世界観
この世界は数千年前、古代文明が栄えた「黄金時代」を経ている。繁栄を謳歌していたこの文明は「終末の日」と呼ばれる大きな荒廃時に滅亡したが、当時に作られた道具や建造物がそこかしこに残っている。
遺物
黄金時代に作られた道具の数々。形状こそ現在人間が使っている物とそう変わりは無いが、本来の使用用途が必ずしも同じとは限らない。人間にとって有害な道具も一部に存在する。
七大驚異
黄金時代に作られた巨大な建造物。その名の通り7ヶ所にあるが、建造目的や機能はいずれもほとんど解明されていない。大きな力が眠っており、この力を全て解放したとき黄金時代が再び訪れると言われている。しかしその実態は、真人が混沌エネルギーの実験に用いた施設。
イスカンダール伝説
「終末の日」によって黄金時代の文明が滅んでから、この荒れ果てた世界に現れた「英雄イスカンダール」の世界平定の言い伝え。現在の世界秩序はこの英雄イスカンダール一味によって築かれたものである。1000年前に行われたこの大規模な征服事業には黄金時代の遺物が使われていた説が有力であり、七大驚異から力を得ていたとまで言われている。
英雄イスカンダールはその後、謎の失踪を遂げる。
騎士団
英雄イスカンダールの志を継ごうと考えている集団。イスカンダール神殿に根ざす「神殿騎士」、都市の守りを担当する「守護騎士」、地方の巡回を担当する「辺境騎士」の3種類に大別される。
真人（しんじん）
神が自らの写し身として作った人種。かつて一大文明を築いていたが、「終末の日」に殆どの者は絶命。
僅かに生き残った者はイスカンダリア東部に村を作り細々と暮らすようになる。
また、「終末の日」前後に異形のものへの変化した者もいる。

### 地域
トーレ村
遥か昔イスカンダールと共に戦った魔道士の故郷と言われる、文明圏最北端の村。
ニバコリナ
豪雪地帯の真っ只中にある小さな村。
キムバーリー
商業・工業・居住地域の3つに分かれる、神殿騎士たちに守られた防塞の町。
ワンダ
多くの情報や物資が集まり、世界中で活動する運び屋の本拠地。
ゾマー
熱帯にある村。近くにある無人の城に宝が眠るらしい。
ラークバーン
湖にある絶壁の島の上に立っている町。サファイアの占いが名物。
チャパ
チャパ族の住む村。水と緑に溢れているが、現在は干ばつが発生している。
ロングシャンク
大富豪フーガを始めとする富裕層が多く住む街。マイスの工房が有名。
ガデイラ
騎士団の中でも名の知れたバーガンディ家が守護する港町。
ツォロフェロ
超えることが難しいといわれている「剣難峡」へ向かう旅行者にとって拠点になる村。
セリン
剣難峡と樹海に挟まれた小さな村。
サドボス
森に囲まれた街。ジュディの祖父・ジョーゼフが営む魔法屋が有名。
ヴァフトーム
レジナ・レオーヌ祭が開かれる、英雄イスカンダールの霊廟がある街。
エスカータ
長く栄えていたが、現在は滅亡した王国。
イスカンダリア
英雄イスカンダールが建てた町。一度壊滅したが復興している。
ファロスの地下迷宮
七大驚異の1つ。イスカンダリアの地下にある都市遺跡。
神船の錨
七大驚異の1つ。巨大な錨を思わせる形状をしている。
神のテーブル
七大驚異の1つ。全長3kmにも及ぶ板状の地形が1本の大木で支えられている。
ナクルの地上絵
七大驚異の1つ。奇妙な地上絵のような迷路が広がる。
二つの月の神殿
七大驚異の1つ。この世界には2つの月が浮かんでおり、それを司ると言われる。
さまよえる島
七大驚異の1つ。嵐の中を移動する島だが、内部の天候は穏やか。
空中庭園
七大驚異の1つ。地上とは別の周期で四季が巡っている。

## 登場人物

### 7人の主人公たち
ローラ
声：井上喜久子
元海賊の未亡人 30歳女性
不慮の事故で夫を亡くし将来への希望を失う中、エスカータの王子アンリと出会う。王国が滅亡し追っ手に追われるアンリを助けるため、共に旅に出る。神が現われ再び黄金時代が訪れるという「七大驚異」の伝説を信じて冒険をする。
仲間となるキャラクターの性能のバランスが良く、強力なイベントアイテムが利用でき、難所・強敵やわかりにくい点も少ないため初心者向けのシナリオとされる。終盤のイベントバトルの結果でストーリー分岐が起き、攻略面で言えば、その際のバトルに勝てばラスボスが手強く、負ければ比較的簡単となるが、エンディングに変化は無い。
ヴェント
声：川田紳司
運び屋 19歳男性
運び屋としては駆け出し。運びの途中で行方不明になった兄の謎を解くために、自らも運び屋となりドラゴンハートと呼ばれる秘宝を追う。
他の主人公が（ある条件を満たした場合を除き）キャラクターを成長させられる機会が有限であるのと異なり、無限に鍛えることのできる「運び」のシステムが特徴である。そのため初心者からやり込みをする上級者まで幅広く推奨される。
ジュディ
声：猪口有佳
天才魔法少女 10歳女性
魔法屋の末娘。キャッチコピーにもあるように齢10歳でありながら、3体の使い魔を使いこなせる才女。元気で頑張り屋だが無理をしすぎる傾向がある。禁呪を求める男クライドにより祖父は鏡の中に囚われ、家族は世界に散ってしまう。祖父を救出すべく、家族を求めて旅に出る。
ラストダンジョンまでの道程が最も簡単で初心者向けとされるが、そのためにキャラクターの成長が十分でないままラストバトルへ突入する可能性が高く、ラストダンジョン前にサブシナリオで鍛える事が推奨される。術に関するストーリーではあるがプレイ上は特に術を意識する必要は無い。
アンリミテッドサガ解体真書によれば、難易度が全主人公中、一番簡単とされるため、複雑なシステムの理解をするのに最適なシナリオとされている。
キャッシュ
声：佐々木健
元辺境騎士 32歳男性
名門バーガンディ家の長男。呪いのガントレットの謎を解くため冒険に出る。
呪いにより一定プレイ時間ごとにモンスターと主人公の一対一の戦闘（ガントレットバトル）が発生するが、敗北してもゲームオーバーとならない。また、序盤に2人で難所越えをしなければ話が進まないため難易度が高く、初めてのプレイには向かないとされる。本筋と関係ないサブシナリオを一定数クリアすることでストーリーが進んで仲間が増え、さらにシナリオクリアするか、前述の特殊バトルで一定数勝利することでラストダンジョンへ行けるようになる。また、上記のガントレットバトルはサブシナリオのストーリーに関係なくフィールド画面上であればいかなる時も行われる。
ルビィ
声：比嘉久美子
占い師 17歳女性
突然占いの力を失ってしまった姉・サファイアが力を取り戻すため旅に出るため、同行する。イスカンダールと呼ばれる男に導かれ、自分自身の運命を探すことになる。やがて彼らは七大驚異と呼ばれる遺跡と対峙する。
各主人公のラストダンジョンである遺跡群を全てクリアする総括的な内容となっている。
マイス
声：伊藤健太郎
発明家 28歳男性
遺物鑑定家でもある女好き。フォートに描かれた少女に恋をしたマイスは、少女を探すべく旅に出る。
主人公以外の仲間キャラが全員女性であり、パーティーの平均LPも低く、ラストバトルは他の主人公と比べて長期戦を強いられることから難易度が高い。
アーミック
声：子安武人
チャパ族 年齢・性別不詳
干ばつに見舞われたチャパの村を救うため、村長は雨乞いの儀式を行うことを決意する。儀式に必要な材料を集めるという重要な役にアーミックは選ばれる。
銅や黒曜石といった素材単位でアイテムを購入なり宝箱なりで集め、規定数をコンプリートするのが基本的な流れとなる。一定量クリアごとに「特別なアイテム」のイベントが発生し行ける町と仲間が増える。サブシナリオの攻略法や宝箱の開け方、金の稼ぎ方、買い物の仕方、改造屋の使い方などゲームプレイの知識があればあるほど楽に、無ければ難しくなる。
一人クリアするごとにキャラクター選択画面のキャラクターに星印が付き、7人全員クリアすると7人目のエンディングの後に『天翔ける翼』という楽曲が流れる真のエンディングが見られる。

### 主人公の仲間たち
アンリ
声：天田真人
エスカータ王子 13歳男性
ダグル・ボースの侵略によって滅亡に至ったエスカータ王国の王子。両親を失い、逃亡生活に身を投じていたところで、同時期に家族を失ったローラと偶然出会うことに。
ローラ編では主人公である彼女を差し置いてストーリーの語り部を務めている。ローラ編は、夫を亡くしたことによるローラの心境の変化に加え、ローラと似た境遇に当たる彼の成長も共に描いており、その活躍描写から実質ローラ編のもう一人の主人公ともとれる。
フランシス
声：子安武人
戦士 34歳男性
エスカータ王国の遺臣ゲレイオス公の衛士。
ジョーゼフ
声：樫井笙人
ジュディの祖父 77歳男性
若い頃は「ブルーサンダー」の異名で魔道を究めようとしていた、魔法屋の店主。
トマス
声：田中完
ジュディの父 44歳男性
魔法が得意なジュディ一家の中で唯一術が苦手である。
レベッカ
声：皆川純子
ジュディの母 39歳女性
かつては大魔女の再来とまで言われたほどの魔法の使い手。現在は引退。
マリー
声：井上喜久子
ジュディの姉 20歳女性
おっとりした性格だが計算高いところもある女性。
ロイ
声：陶山章央
ジュディの兄 16歳男性
大喰らいで非常に太っているが、身のこなしが速くそれを誇りにしている。
サファイア
声：山口由里子
占い師 23歳女性
各地に名を知られる優秀な占い師で、ルビィの姉。
ヒロユキ
声：鈴木千尋
自称ルビィの彼氏 18歳男性
ルビィとサファイアの幼馴染。ルビィからは便利な友達としか見られていない。
銀の少女
声：雪野五月
謎の少女 14歳前後女性
古文調の言葉を話す、謎めいた女性。マイスが見つけたフォートに写った女性とよく似ている。
ムゾル・ヤニー
声：天田真人
アヌビト族 年齢不詳・男性
誇り高いアヌビト族の中でも特に誇りにこだわり、美しいものを好む。
アンザン
声：樫井笙人
ペトラン族 性別・年齢不詳
鉱物の特徴を持った体をしており、まずは守りがモットー。
プラティフィラム
声：皆川純子
リラム族 性別・年齢不詳
植物の特徴を持っており、常人には感じられない気の流れを感知できる。
ティフォン
声：城雅子
盗賊 25歳女性
高価なものを盗んでは富豪などに売ることで生計を立てる盗賊。
ヌアージ
声：志村知幸
運び屋 29歳男性
「運びは人生」をポリシーにしている。博愛主義者である。
ミシェル
声：猪口有佳
アイドル冒険家 24歳女性
かつて人気を博していた冒険者だが、呪いのガントレットを身につけてから急転直下の人生を送っている。
バースト
声：田中完
冒険家 22歳男性
凶暴そうな筋骨隆々とした男。だが中身は非力で臆病者。
オーベルベンド
声：一条和矢
傭兵 36歳男性
己の死に場所を探して戦地を彷徨っている、全身ボロボロの戦士。
ゴージュ
声：遠藤守哉
地元の不良 21歳男性
セリンでは有力者であるベルモットの息子で、その身分に寄りかかっている。
ファー・アンダレス
声：木内レイコ
戦士 55歳女性
かつて指揮官として「バルクの金獅子」という異名を持った女戦士。
グレース
声：山口由里子
魔道士 42歳女性
褐色の肌をした、やわらかい物腰を持つ歴戦の魔道士。
エデル
声：川田紳司
辺境騎士 35歳男性
北方の町キムバーリーで活躍していたが現在は重い病にかかっている。キャッシュの先輩。
クン＝ミン
声：坪井智浩
隠者 26歳男性
若いながらも隠遁生活をしている魔道士。高慢だが腕は確かである。
ノース
声：木内レイコ
見習い魔道士 15歳男性
賢者ユンの弟子で、努力家で頑張り屋の見習い。特徴的なマスクをかぶっている。
イスカンダール
声：乃村健次
謎の男 40歳前後男性
この世界で伝説になっている英雄と同名の、常に全てを見透かしたような余裕を浮かべる謎の人物。

### その他の登場人物
ダグル・ボース
声：遠藤守哉
アヌビト族 年齢不詳・男性
様々な部下を擁し、アヌビトの中でも特に実力を持っている武人。
バジル・ゲレイオス
声：志村知幸
エスカータ旧臣 45歳前後男性
滅亡したエスカータ王国の家臣だった男。アンリ王子からは「バジルおじさん」と呼ばれている。
トゥース・ブラッドベイン
声：坪井智浩
吸血鬼 百数十歳・男性
ドラゴンハートと呼ばれるエネルギー体の収集に血道を上げるヴァンパイア。
ナイト・オブ・ザ・ラウンドテーブル
声：乃村健次
アンデッド 数千歳・性別不詳
この世界の不死者たち全てを支配する、11人のアンデッドの王。
クライド
声：一条和矢
魔道士 75歳前後男性
若い頃は「ブラックストーム」の異名で魔道を究めようとしていた。現在は幻の禁呪を求めている。
ユン
声：掛川裕彦
魔道士 70歳前後男性
若い頃は「クリムゾンレイン」の異名で冷酷な魔道士だったが、現在は賢者としてノースを弟子に持つ。
レオン・バーガンディ
声：鈴木千尋
神殿騎士 22歳男性
キャッシュの弟。バーガンディ家で唯一の神殿騎士。父マクシミリアンから最も信頼を寄せられている。
ジーン・ムーア
声：雪野五月
神殿騎士 18歳女性
かつての英雄イスカンダールの伝説に倣い、七大驚異の征服を掲げる神殿騎士のリーダー。
マクシミリアン・バーガンディ
ガデイラ守護騎士団長 59歳男性
レオンとキャッシュの父。代々騎士に就いている家系バーガンディ家の当主。騎士としての考えは守旧派。
ヨアキム
バーガンディ家執事 67歳男性
マクシミリアンの執事であり、上品な立ち振る舞いが特徴。
ブリズ
運び屋 男性・現在は故人
ヴェントの兄。運び屋チームのリーダーだったが、仕事中に謎の死を遂げる。
ヤミーラ
ギルドマスター 30歳過ぎ女性
ロングシャンクの運び屋ギルドを仕切っている、ヤバラーの娘。
ヤバラー
ギルドマスター 50代後半男性
ワンダの運び屋ギルドを仕切っている、ヤミーラの父。
テレーズ
未亡人 40歳前後女性
かつてのセリン村長だったハインツの妻。娘にウルスラがいる。
ウルスラ
村娘 20歳前後女性
ゴージュに好意を寄せられて結婚を迫られている、テレーズの娘。
ベルモット
地元の名士 55歳前後男性
セリンの大地主で、現在は村長である。息子のゴージュに甘い。
フーガ
大富豪 50歳前後男性
ロングシャンクで一番の金持ち。ケチで嫌われているが、発明家たちにとってはパトロンである。
ネビルソン
発明家 60歳前後男性
ロングシャンクの変わり者発明家。人前に出て来ず、マッドネビルソンとも呼ばれている。マイスにとっては師匠。
村長（むらおさ）
チャパ村長 年齢不詳・男性
雨が降らないチャパの村を救うため、雨乞いの材料をアーミックたちに託す。
メリト
チャパ族 年齢・性別不詳
アーミック同様に雨乞いの材料を探す旅を任命された1人。村一番の勇士。
カレシン
チャパ族 年齢・性別不詳
雨乞いの材料を探す旅を任命された1人。村一番の人気者。
スプリー
チャパ族 年齢・性別不詳
雨乞いの材料を探す旅を任命された1人。村一番の知恵者。
カオス・ルーラー
年齢・性別不詳
最終ボス。ゲーム中では何の説明も前振りも無く唐突に現れる。
その正体は、かつて終末の日をもたらし、神と共に消えた混沌の支配者。
混沌エネルギーの暴走を介して現世に現れるのを狙っている。

## スタッフ
- 河津秋敏 - 製作総指揮、エンディングテーマ『天翔ける翼』作詞
- 浜渦正志 - 音楽
- 小林智美 - イメージイラストレーション
- 直良有祐 - アートディレクター
- 小泉今日治 - ゲームデザイン（バトル）
- 篠宮淳一 - ゲームデザイン（スクリプト）
- 蜷川裕一 - ゲームデザイン（マップ）

## 評価
本作は日本のセールスチャートではポケットモンスター ルビー・サファイアに次ぐ3位となる196,471本を売り上げ、27万本以上売り上げた。2003年末までに438,000本を売り上げている。2003年5月のスクウェア・エニックスの決算時点で全世界で56万本を売り上げた。ソニーコンピュータエンタテインメントは2003年6月29日、50万本以上売り上げたことからPlayStation Awardsゴールドプライズを授与した。発売前に開催されたCESA GAME AWARDSでフューチャー部門を受賞した。
ファミ通のクロスレビューでは8・8・8・7の31点でシルバー殿堂入りしている。レビュアーは「新鮮、斬新なことばかり」「やりこみ要素の多さに圧倒」とした一方「拒絶反応が出る人もいるかも」「会話シーンが一枚絵」「戦闘シーンが小さい」「自由度の高さを殺している部分もある」「システムは賛否両論を呼びそう」「連携以外の部分がアッサリしていることが多い」「作業感がある」「頻繁にある目押しシステムは緊張するどころかストレスを溜めるかもしれない」とした。
ファミ通PS2のレビューでは9・6・9・7の30点を記録。レビュアーは「システムを理解すると楽しくなる」「システムがかなり意欲的」「グラフィック、音楽、演出のキャラクターのまとまりに魅了」とした一方「プレイが快適とは言えない」「手間のかかる宝箱」「自由度がかえってプレイヤーに理不尽さを感じさせる」「シリーズを踏襲した良くも悪くも問題作」とした。また、今回のオススメのコーナーでは「今時の親切設計なRPGしかやらなかった人には最初は結構辛い」「好き嫌いの分かれるシリーズではあるがイライラが募った」「攻略方法がないと難しい」といったコメントがあった。
ザ・プレイステーション2のレビューでは7・7・7の21点を記録（30点満点）。「ムービーが絶品」「序盤は辛いが工夫すれば強くなるし面白い」「今までのRPGじゃ味わえないものを求める方は夢中になれる」とした一方「絵や音声は好みが分かれる」「不親切なゲームで表示されたものの意味を調べる必要がある」「移動のテンポが悪い」「敵との連携のデメリットが大き過ぎる」「上級者向けRPG」とした。
電撃PlayStationのレビューではA評価で×な点として「システムが難しい」「チュートリアルがない」ことが挙げられている。
ドリマガでは40満点中30点を記録した。
ゲーマガでは満足度ランキング横丁のコーナーで2009年に読者投票として行われた「期待外れだったゲーム」で10位中7位にランクインしている（票数は不明）。
日本国外でもあまり受け入れられず、批評家のスコアも平均値が低いものばかりである。エレクトロニック・ゲーミング・マンスリーは「このゲームにうんざりした。アンリミテッド:サガは現在のRPGとしては間違っていることばかりであり、避けられる厄介なものが1つのデラックスパッケージに収録されている」とした。Official U.S. PlayStation Magazineも同意見で「高難易度、感度の悪いメカニック、自由度の欠如、たびたびペナルティを受けるミッション構成」によってサガシリーズを台無しにしたと述べた。GameSpotはゲームプレイを「退屈」と言い、リールシステムの理論は興味深いが「苛立たせる」ものと感じ、「単に遊ぶだけでは苦痛」だとした。ウェブサイトでは「意味がほとんどない」ストーリーや「まともなものからかなり悪いものまで」ある音声や演技を欠点として挙げた。IGNは音楽やプレゼンテーションを賞賛「アンリミテッド:サガの貴重な長所」だと言い、「作品の出来栄え、キャラクターデザイン、ひきつけられる主人公についてはプラスだが、インターフェースがよくなく、機能性の欠如はそれらを傷つけ、悪影響を及ぼしている」とした。GameProはゲームの品質が平均を下回っているとし、ゲームの進行方法が難しく、上達に時間を要することや一本道ではないストーリーが原因で目的地到達するまで1、2時間かかることが大きな障害になっているとした。RPGamerは2003年のRPGamer Awardsで「最大の落胆」であるとした。ゲームレビューサイトGameRankingsは平均スコア52パーセントを維持している。GamesRadar+では全世代最悪のゲーム25位に選ばれた。

## 関連商品

### 音楽
- 『アンリミテッド:サガ オリジナルサウンドトラック』デジキューブ / 2003年1月
  - 2011年6月にスクウェア・エニックスから再発売された。

### 書籍
- 『アンリミテッド:サガ ビジュアル設定資料集』デジキューブ / 2002年12月、ISBN 978-4887870819
- 『アンリミテッド:サガ 最速攻略本 for Beginners』デジキューブ /  2002年12月、ISBN 978-4887870826
- 『アンリミテッド:サガ ビジュアルアートコレクション』デジキューブ / 2003年2月、ISBN 978-4887870987
- 『アンリミテッド:サガ アンソロジーコミック 1』エンターブレイン / 2003年2月、ISBN 978-4757713314
- 『アンリミテッド:サガ アンソロジーコミック 2』エンターブレイン / 2003年3月、ISBN 978-4757713871
- 『アンリミテッド・サガ 解体真書』エンターブレイン / 2003年3月、ISBN 978-4757714182
- 篠崎砂美『アンリミテッド:サガ〈上〉青のラズリア』エンターブレイン〈ファミ通文庫〉/ 2003年4月、ISBN 978-4757713628
  - ノベライズ・上巻。ローラ、アーミック、ジュディ、そしてヴェントの物語前半を収録。
- 篠崎砂美『アンリミテッド:サガ〈下〉赤のエローゼ』エンターブレイ.ン〈ファミ通文庫〉/ 2003年5月、ISBN 978-4757714588
  - ノベライズ・下巻。ヴェント編後編、キャッシュ、マイス、ルビィの物語を収録。
- （楽譜）『ゲームミュージック アンリミテッドサガオリジナルサウンドトラック』ドレミ楽譜出版社 / 2003年4月、ISBN 978-4810883916